# Йорона

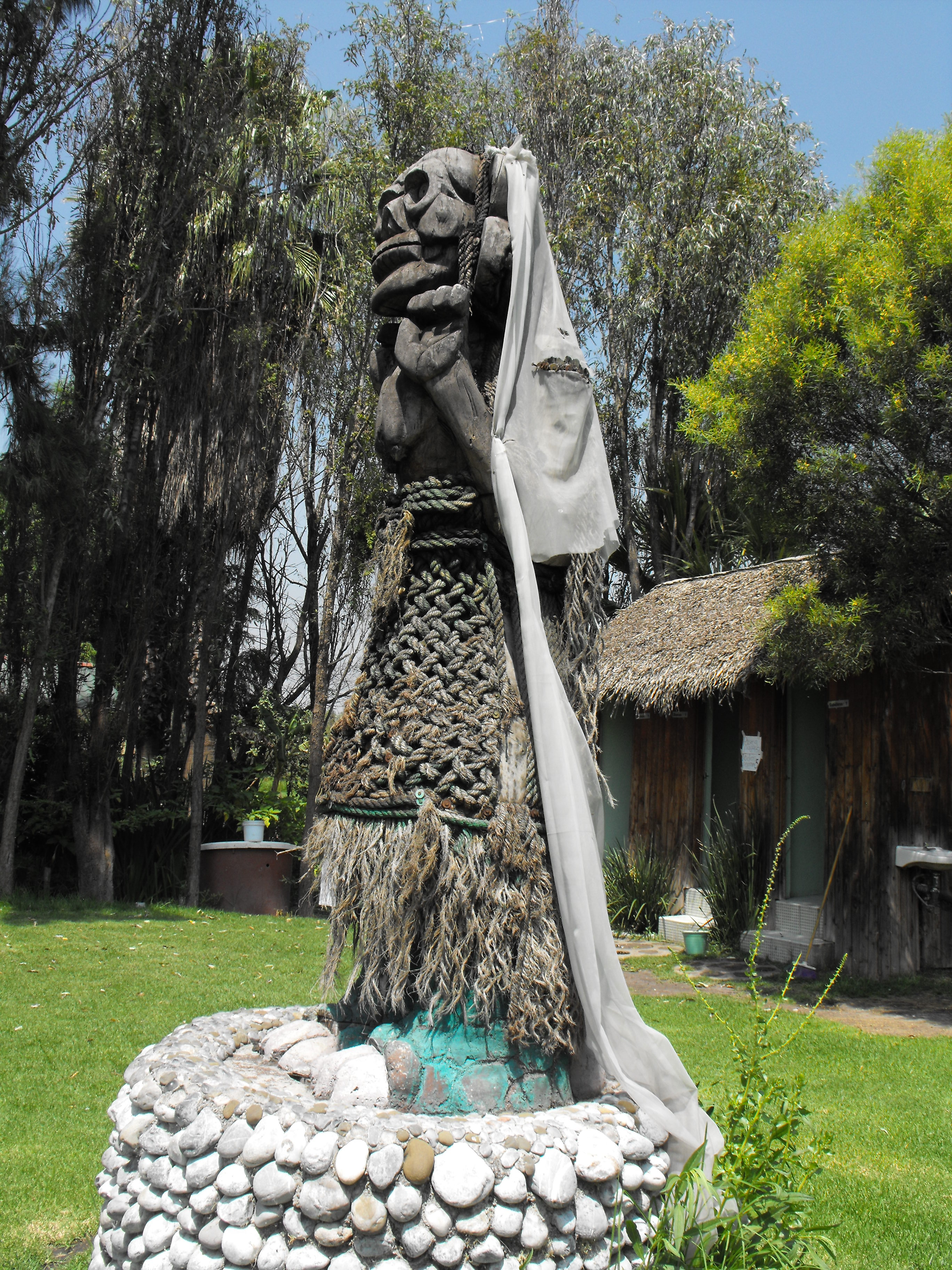
Дерев'яна статуя Йорони в Мексиці

Йоро́на (ісп. La Llorona — плакальниця, плачуча жінка, або жінка в білому) — латиноамериканський міфічний образ жінки-привида, що плаче за своїми дітьми. Поява Йорони ніби повинна передрікати смерть. Легенда про плакальницю-привид дуже поширена в латиноамериканських країнах, особливо в Мексиці, але також у Центральній і Південній Америці — Коста Риці, Сальвадорі, Гватемалі, Чилі, Колумбії, Еквадорі, Венесуелі та Уругваї. В деяких інших культурах теж існують подібні легенди.

## Легенди
Існує декілька варіантів походження цієї легенди. Згідно з однією з найбільш поширених, Йорона була вродливою молодою жінкою з Мехіко, яка вийшла заміж (за іншою версією її спокусили) і народила кількох дітей. Коли чоловік, чи то в пошуках роботи, чи то заради іншої жінки, кидає її, Йорона вирішує втопити своїх дітей. Причиною такого кроку, нібито, було бажання помститися чоловікові, визволитися від дітей і шукати іншого, або бажання позбавити дітей від страждання у злиднях. Але після скоєного вона швидко усвідомлює власне горе і відтоді плаче за своїми дітьми в повномісячні ночі поблизу річок та озер.
Багато версій сходяться на тому, що Йорона — жінка, яка вбила власних дітей, і з божої кари її дух тепер не знає спокою. Отже, її привид блукає навколо озер і річок і лементує «¡O hijos mios!» або «¡Ay mis hijos!» (Ой, мої діти!), або «¿donde estan mis hijos?» (Де мої діти?). Ті нещасні, кому доведеться побачити Йорону, у ліпшому випадку приречені осліпнути, а найчастіше — померти. За іншими версіями Йорона виглядає як худорлява жінка або ж навіть скелет у білому чи чорному одязі.
Легенда про Йорону відіграє певну роль у фольклорі та культурі деяких народів Латинської Америки. Батьки часто лякають дітей Йороною, яка нібито забирає і топить неслухняних дітей; схожим чином молодих дівчат застерігають від надмірної уваги до матеріального чи соціального становища чоловіків. Про Йорону в такому образі знято декілька фільмів, і також вона фігурує в кількох романах.